# If I were you
If I were you  es una película canadiense del  género comedia dramática, estrenada en el año 2012. Fue escrita y dirigida por Joan Carr-Wiggin y protagonizada por Marcia Gay Harden y Leonor Watling.

## Trama
Madelyn, una profesional de marketing, encuentra a Paul, su esposo, besándose con su amante Lucy, en un restorán. Como le cuesta creer lo que ve, llama por teléfono a Paul, para asegurarse de que realmente es él y no otro.
La llamada de Madelyn provoca remordimientos en Paul y decide separarse de Lucy, a la que deja sola en el restorán.
Madelyn sigue a Lucy y  ve cómo entra a un negocio a comprar una cuerda. Madelyn cree que Lucy piensa suicidarse ahorcándose. Para evitar que lo haga, se hace su amiga y la hace participar en una versión amateur de Rey Lear. Madelyn, asume el papel de Lear y Lucy, el del bufón.
Entretanto, Madelyn rechaza las insinuaciones sexualesde su jefe y Paul se convence de que su esposa tiene un amante. Paul no está errado: Madelyn tiene sexo con un extraño en el asilo de ancianos donde se alojaban sus padres.

## Reparto
|  | Marcia Gay Harden  | ... | Madelyn                      |
|  | Leonor Watling     | ... | Lucy                         |
|  | Joseph Kell        | ... | Paul                         |
|  | Daniela Saioni     | ... | Waitress                     |
|  | Genadijs Dolganovs | ... | Store Clerk                  |
|  | Jessica Booker     | ... | Mother                       |
|  | Genevieve Kang     | ... | Office Assistant             |
|  | Gary Piquer        | ... | Keith                        |
|  | Kaitlyn Riordan    | ... | Sarah                        |
|  | Leon Aureus        | ... | Tyler                        |
|  | Jeff Elliot        | ... | Sam                          |
|  | Beatriz Yuste      | ... | Carla                        |
|  | Vickie Papavs      | ... | Maggie                       |
|  | Rhonda Hall        | ... | Neighbour Elizabeth          |
|  | Mairtin O'Carrigan | ... | First Lear                   |
|  | Michael Therriault | ... | Rainer (Director)            |
|  | Claire Brosseau    | ... | Regan                        |
|  | Bethany Jillard    | ... | Cordelia                     |
|  | Elizabeth Whitmere | ... | Goneril                      |
|  | Darren Keay        | ... | Edgar                        |
|  | Michael Polley     | ... | Second Lear                  |
|  | Valerie Mahaffey   | ... | Lydia                        |
|  | Michael J. Tait    | ... | Gloucester (as Michael Tait) |
|  | Peter van Gestel   | ... | Kent                         |
|  | Patrick Garrow     | ... | Edmund                       |
|  | Jenni Burke        | ... | Nurse                        |
|  | Aidan Quinn        | ... | Derek                        |
|  | Peter Snider       | ... | Funeral Guest                |
|  | Lisa Merchant      | ... | Funeral Guest                |
|  | Kathy Imrie        | ... | Funeral Guest                |
|  | Deirdre Kirby      | ... | Funeral Guest                |
|  | Karve Sokoloff     | ... | Minister                     |
|  | Yasin Sheikh       | ... | Funeral Home Staff           |